# Biografielijst Tv

## Tve
- Geirr Tveitt (1908-1981), Noors componist, dirigent en pianist
- Amos Tversky (1937-1996), Israëlisch/Amerikaans psycholoog
- Ryan Tveter (1994), Amerikaans autocoureur